# Мстительница в парандже
Мстительница в парандже (англ. Burka Avenger) — пакистанский мультсериал, завоевавший несколько международных наград. Автором сценария и идеи является Рашид Харун, известный британский певец и общественный деятель пакистанского происхождения. Над созданием мультфильма работала студия Unicorn Black Studios, которая находится в Пакистане, Исламабаде, мультфильм транслировался как часть программы Geo Tez по телеканалу Geo Network TV. Персонажи сериала разговаривают на языке урду. Сюжет повествует о учительнице младших классов — Джие, которая ведёт двойной образ жизни и по ночам облачается в паранджу, становясь супергероиней, сражающейся с помощью канцелярских товаров и книг. Телевизионная программа представляет новую концепцию женщины, наделённой широкими полномочиями, призванную повлиять на молодое поколение пакистанцев, в связи с устоявшимся мнением в пакистанском обществе, что женщина является слабым и неполноценным человеком.

## Сюжет
Основное действие происходит в вымышленном городе Халвапур, на севере Пакистана. Главной героиней становится Джия, которая со стороны кажется трудолюбивой и заботливой учительницей младших классов в женской школе, однако школу намереваются закрыть коррумпированный политик и его злые наёмники, среди которых есть волшебник по имени Баба Бандук. Для достижения своей цели они будут прибегать к самым разным целям и возможностям, однако против них будет тайно сражаться Джия, которая, маскируясь под паранджой, будет вступать в бой со злоумышленниками, используя школьные принадлежности как оружие. Значимую роль также играют три ребёнка: Ашу, Имуу и их друг Мули с питомцем-козлёнком по имени Голу. В сериале делается серьёзный акцент на важность получения образования для всех детей, в том числе и девочек, в частности что образование для девушки является важнейшем залогом того, что она в будущем сможет быть самостоятельной, распоряжаться своей судьбой и получить работу. Персонажи-антагонисты выступают противниками образования, утверждая, что женщине отведена лишь роль домохозяйки.

## Список персонажей
- Джия/Мстительница в парандже — главная героиня сериала, в детстве её деревня была сожжена злоумышленниками, и маленькую Джию приняли в новой семье, а приёмный отец обучал девушку древней технике: «Такхт Кабадди», позволяющей сражаться с помощью ручек и книжек. В своей обычной жизни Джия является учительницей младших классов, а когда школу надо защищать от злоумышленников, Джия облачается в паранджу и прогоняет их. Никто, кроме приёмного отца, не знает настоящую личность мстительницы в парандже.
- Ашу — ученица Джии, прилежная и умная девочка, которая очень любит учиться и в будущем хочет стать учительницей. Она очень боится того, что школа, где она учится, может закрыться, и тогда Ашу останется необразованной и вынуждена будет исполнять роль домохозяйки.
- Имму — брат Ашу, смелый и сильный мальчик, который всегда готов защищать сестру и друзей в опасных ситуациях.
- Мули — лучший друг Ашу и Имму, очень рассеянный и пугливый мальчик, склонный попадать в беду. Ашу и Имму вынуждены его часто выручать от проблем или даже спасать. Ходит всегда со своей ручной козой по имени Голу.
- Кабади Джан — приёмный отец Джии, очень добрый и мудрый человек, владеющий техникой боя «Такхт Кабадди», которой обучил и Джию.
- Баба Бандук — главный злодей сериала, фальшивый маг, подчинённый Вадеро Паджеро. Стремится распространить свою власть по всему городу и в том числе намеревается уничтожить школу для девочек по приказу Вадеро, он намеревается избавиться от школы не из-за денег, как Вадеро, а из-за твёрдого убеждения, что женщины не должны получать образования и быть домохозяйками. Для своих целей он использует наёмников. Баба является аллюзией на исламиста-талиба, он беден, поэтому не может соблюдать личную гигиену, носит бороду, является женоненавистником и ненавидит музыку[7].
- Вадеро Паджеро — мэр Хальвапура, коррумпированный политик, заинтересован лишь в деньгах. Он правит железной рукой и сотрудничает с Баба Бандуком для достижения своих целей. Намеревается ликвидировать школу для девочек, чтобы присвоить себе деньги, выделяемые государством на содержание школы.
- Тинда — один из наёмников Баба Бандука, умён и остроумен. Любит сплетничать и слушать сплетни, чтобы раздобыть полезную информацию для Бабы. Имеет завышенное самомнение и первым лезет в драку и оказывается впоследствии сильнее всего побитым.
- Кхамба — один из наёмником Бабы Бандука, хотя он труслив и физически слаб, он хороший стратег и продумываем планы для Бабы Бандука, разбирается в логистике, инженерном деле и электронике.
- Мунна — один из наёмников Бабы Бандука, обладает огромными физическими возможностями, но очень глуп и медлителен.
- Робит Залимнатор — был создан Бабой Бандуком, является грозным противником, но без специального чипа становится очень послушным.

## Премии и номинации
- Лауреат премии Пибоди[3].
- Награда за лучший анимационный фильм на Канадском международном кино-фестивале[2].
- Премия категории вымышленной истории, присуждаемая за продвижение гендерного равенства в фестивале Prix Jeunesse[8][9].
- Номинация на премию лучшего мультфильма 2014 года в международном фестивале анимационных фильмов в Анси[10].
- По версии американского журнала Time главная героиня стала одной из самых влиятельных вымышленных персонажей 2013 года[11].

## Критика
Сериал получил в основном положительные отзывы за раскрытие темы проблемы образования для женщин, по версии журнала Time главная героиня стала одной из самых влиятельных персонажей 2013 года. Редактор журнала Huffington Post отметила, что компания Дисней могла бы поучиться у сериала. Представительница журнала Washington Post также отметила, что образ диснеевских принцесс, одержимых своей красотой и поисками принца совершенно устарел. Новая героиня Джие слишком занята, чтобы думать о подобных вещах, защищая право на образование для всех женщин; по мнению журналистов, она является настоящим образцом подражания для девочек. CBC News также положительно отозвались о сериале, красочной графике, призыву к образованию, назвав главную героиню пакистанской чудо-женщиной.
Сериал вызвал споры относительно того, что главная героиня носит паранджу, в частности бывшая посол Пакистана в США — Шерри Рехман — сказала, что сериал хорош, но сама Шерри не любит паранджу, которая является символом феодальных стереотипов. Харун, создатель сериала, ответил на критику, сказав, что паранджа у героини — это прежде всего её маскировочный костюм, а не символ угнетения, а в нормальной жизни героиня даже не покрывает голову. Харун отметил другую сторону проблемы, заключающуюся в том, что костюмы многих западных супергероинь слишком откровенны и подчёркивают прежде всего их сексуальность, а не способности, заставляя относиться к ним несерьёзно, что, соответственно, было бы недопустимо сделать в сериале, учитывая консервативные взгляды пакистанского общества.
Джие, главная героиня сериала, стала первой рисованной супергероиней Пакистана. Рецензенты отметили параллель между героиней с Малалой Юсафзай, в которую талибы стреляли из-за того, что она, ещё будучи школьницей, выступала за право на образование для девочек. Злодеи сериала являются аллюзией на талибов, которые уничтожили сотни школ на северо-западе Пакистана.
Известно, что сериал также пользуется большой популярностью в Афганистане. Согласно ряду проведённых опросов среди фокус групп, до 85% афганских детей, живущих в городах смотрели «Мстительницу в Парандже».